# Берегова охорона Росії
Берегова охорона Прикордонної служби ФСБ Росії, БОХР ПС ФСБ Росії (рос. Береговая охрана Пограничной службы ФСБ Российской Федерации) — правоохоронний орган (формування) з поліцейськими функціями, заснований в 2004 році. Основними завданнями якого є захист, охорона і оборона водних рубежів Російської Федерації. Берегова охорона входить до складу Прикордонної служби Росії при Федеральній службі безпеки Росії.

## Історія
У 2003 році, все сили і засоби Федеральної прикордонної служби увійшли до складу ФСБ Росії. 20 липня 2004 року на основі Морської охорони Федеральної прикордонної служби Росії (МО ФСП РФ) була утворена Берегова охорона Прикордонної служби ФСБ Росії (БОХР ПС ФСБ Росії). У Організаційному департаменті ПС ФСБ Росії колишнє Морське управління реорганізується в Управління берегової охорони Прикордонної служби ФСБ Росії.

## Структура
Територія Росії омивається водами 3 океанів та 13 морів, 12 з яких відносяться до трьох океанів - Атлантичного, Тихого та Північного Льодовитого, а Каспійське море є замкнутою водоймою, не пов'язаною зі Світовим Океаном. Тому протяжність морських кордонів Росії більше 20 000 км, а загальна довжина морського узбережжя 37,650 км.
На морських (озерних, річкових) напрямках державний кордон Росії, охороняє берегова охорона 13 прикордонних управлінь. В їх складі - берегові підрозділи, морські сили (корабельно-катерний склад), підрозділи прикордонного контролю, державні морські інспекції та інші забезпечуючі підрозділи. Берегова охорона Прикордонної служби ФСБ Росії є у складі наведенних нижче територіальних прикордонних управлінь:
| Прикордонне управління ФСБ РФ по Калінінградській області                           | Калінінградська область, м. Калінінград, вул. Суворова, 15              | Балтійське море. Ділянка морського кордону 170,5 км а морського узбережжя 140 км                                                           |
| Прикордонне управління ФСБ РФ по місту Санкт-Петербургу і Ленінградський області    | м. Санкт-Петербург, вул. Шпалерна, 62                                   | Обмивається водами Фінської затоки, Балтійського моря, 330 км морського узбережжя, 68 км кордону по річці Нарва з Естонією                 |
| Прикордонне управління ФСБ РФ по західному арктичному району                        | Мурманська область, м. Мурманськ, просп. Північний, 5                   | Омивається Баренцевим, Білим, Печорським, Карським і Лаптєвих морями. Протяжність морських кордонів більше 7000 км.                        |
| Прикордонне управління ФСБ РФ по східному арктичному району                         | Камчатський край, м. Петропавловськ-Камчатський, вул. Карла Маркса, 1/1 | Омивається морем Лаптєвих, Східно-Сибірським, Чукотським, Беринговим, Охотським і Японським морями, ділянка тервод 10 768 км               |
| Прикордонне управління ФСБ РФ по Сахалінській області                               | Сахалінська область, м. Південно-Сахалінськ, просп. Перемоги, 63а       | Омивається Охотським і Японським морями |
| Прикордонне управління ФСБ РФ по Хабаровському краю і Єврейській автономній області | Хабаровський край, м. Хабаровськ, вул. Постишева, 1                     | Омивається Охотським, Японським морями і Татарською протокою. Межа з КНР по річках Амур і Уссурі - 835,8 км і 4 800 км морського узбережжя |
| Прикордонне управління ФСБ РФ по Приморському краю                                  | Приморський край, м. Владивосток, вул. Светланска, 67                   | Зі сходу омивається Японським морем. Загалом 3240 км в т.ч. морські кордони складають 2600 км, по річці 570 км і по озеру Ханка - 70 км    |
| Прикордонне управління ФСБ РФ по Республіці Калмикія і Астраханській області        | Астраханська область, м Астрахань, вул. Чехова, 13                      | Омивається Каспійським морем. Морська ділянка кордону 800 км а берегової лінії - 935 км                                                    |
| Прикордонне управління ФСБ РФ по Краснодарському краю                               | Краснодарський край, м. Краснодар, вул. Таманська, 154                  | Омивається водами Азовського і Чорного морів, Керченською потокою, довжина берегової лінії 740 км.                                         |
| Прикордонне управління ФСБ РФ по Ростовській області                                | Ростовська область, м. Ростов-на-Дону, вул. Сіверса, 20                 | Омивається Таганрозькою затокою Азовського моря. Бл. 250 км водного кордону                                                                |
| Прикордонне управління ФСБ РФ по Республіці Крим                                    | Республіка Крим, м. Сімферополь, вул. Федотова, 27                      | Омивається Азовським і Чорним морями та Керченською потокою, довжина берегової лінії бл. 600 км.                                           |
|                                                                                     |                                                                         | |
| Інше                                                                                |                                                                         | |
| Інститут берегової охорони ФСБ Росії                                                | Краснодарський край, м. Анапа, вул. Трудящих, 2В                        | детально |
| Департамент Берегової охорони ФСБ Росії                                             | місто Москва                                                            | — |

## Корабельний склад
На 2019 рік, всього сумарно 296 одиниць корабельного-катерного складу БОХР ПС ФСБ. Серед них 91 Прикордонний сторожовий корабель (ПСКР), 124 Прикордонних сторожових катера (ПСКА), 23 Прикордонних патрульних судена (ППС), 21 Прикордонний катер забезпечення (ПКАЗ), 13 Прикордонних кораблів забезпечення (ПКЗ), 8 Прикордонних кораблів управління (ПКУ), 5 Прикордонних патрульних кораблів (ППК), 4 Прикордонних патрульних катери (ПК), по 3 Прикордонних катери спеціальної служби (ПКАСС) та Рейдових судна забезпечення (РСЗ).
Основними з них є
- кораблі проектів 97П[ru], 205П, 745П, 1124П «Альбатрос», 1208[ru], 1248[ru], 1249[ru], 03050 «Гюйс», 10410 «Світляк»[ru], 11351, 12412 «Блискавка-2»[ru], 22100 «Океан»[ru], 22460 «Мисливець»;
- катера проектів 371У, П-376 «Ярославець», 1400 «Гриф», П-1415 «Кулик», 1496 «Карадаг», 12130 «Вогник»[ru], 12200 «Соболь», 14310 «Міраж»[ru];
- патрульні судна і катери проектів 502, 810, 12150 «Мангуст», 13301, 22120, 850285;
- кораблі і катери постачання проектів 1595, 16900A, 16931.

## Командування
Заступник начальника Прикордонної служби ФСБ РФ — керівник департаменту Берегової охорони Прикордонної служби ФСБ Росії. 
Морські частини прикордонних військ очолювали
- контр-адмірал Ільєв Микола Якович (1991–1993 рр.)
- віце-адмірал Кудінов Микола Никифорович (1993–1996 рр.)

Морську охорону ФПС Росії (з 2003 року - ФСБ Росії)
- адмірал Нальотов Інокентій Інокентійович (1996–1999 рр.)
- віце-адмірал Логвиненко Валерій Костянтинович (1999–2003 рр.)
- віце-адмірал Сержанін В'ячеслав Михайлович (2003–2006 рр.);

Департамент Берегової охорони ПС ФСБ Росії
- генерал-полковник Труфанов Віктор Трохимович (2006–2011 рр.);
- віце-адмірал Алексєєв Юрій Станіславович (2011–2017 рр.);
- адмірал Медведєв Геннадій Миколайович (2017–202? рр.)